# Phrynopus paucari
Phrynopus paucari é uma espécie de anura  da família Leptodactylidae.
É endémica de Peru.
Os seus habitats naturais são: campos rupestres subtropicais ou tropicais.